# Џејмисон Сити (Пенсилванија)
Џејмисон Сити (енгл. Jamison City) насељено је место без административног статуса у америчкој савезној држави Пенсилванија.

## Демографија
По попису из 2010. године број становника је 134, што је 32 (31,4%) становника више него 2000. године.
| Група             | 2000.        | 2010.       |
| Белци             | 102 (100,0%) | 133 (99,3%) |
| Афроамериканци    | 0 (0,0%)     | 0 (0,0%)    |
| Азијати           | 0 (0,0%)     | 0 (0,0%)    |
| Хиспаноамериканци | 0 (0,0%)     | 0 (0,0%)    |
| Укупно            | 102          | 134         |